# Augusto E. Madán y García
Augusto E. Madán y García (1853-1915) fue un dramaturgo y poeta cubano.

## Biografía
Natural según Cejador y Frauca de la ciudad cubana de Matanzas, estudió en Madrid, donde se formó como autor dramático y llegó a estrenar muchas de sus piezas, que alcanzan la ochentena. Se trasladó a La Habana en 1878, donde seguía viviendo en 1910. Compuso y publicó, además de obras dramáticas, poesías y apólogos. Falleció en 1915.
Entre sus muchas obras, se cuentan, escritas en España, La piel del tigre (1872), comedia; Colección de ensayos poéticos (1872); La lucha de la codicia (1873), drama; Galileo (1873), drama; Ecos del alma (1873), poesías; Inspiraciones tropicales (1873), poesías; Primeras armonías (1874); Cantos de la selva (1874); Bermudo (1875), drama; Este coche se vende (1875); Colección de 50 apólogos (1875); Los cómicos en camisa (1875); Las redes de amor (1875), zarzuela; Horas de solaz (1875), colección de ensayos y juguetes poéticos; Suspiros y lágrimas (1875), poesías; Genio y figura (1875), zarzuela; Asdrúbal (1875), tragedia; Rosa (1876), zarzuela; Matrimonios al vapor (1876), comedia; Percances matrimoniales (1876); El talismán conyugal (1876); Tito Lucrecio Caro (1876); Robar con honra (1877), drama; Viaje en globo (1877), sátira; Un sueño (1877), drama; El delito y la imprudencia (1877); El rival de un rey (1877), drama; Cuidado con los estudiantes (1877); Novio, padre y suegro (1877); Deber y afecto en contienda (1877), drama; Estudiantes y alguaciles (1877), zarzuela; El anillo de Fernando IV (1877), drama; El puñal de los celos (1877), drama; La esposa de Putifar (1877); Llueven huéspedes (1877); Abnegación filial (1877), comedia; A China (1877), zarzuela; Agripina (1877), drama; Al que escupe al cielo (1877); La hija mártir (1877), drama; Una romería afortunada (1877); Artistas para la Habana (1877), con Rafael María Liern; La escala del crimen (1877), también con él; Oliendo donde se guisa, zarzuela junto con el mismo autor, y El maestre de Calatrava (1877), drama. Vuelto a Cuba, siguió con Fiebre de amor (1878), zarzuela; Un besugo cantante (1878), zarzuela; Curarse sin botica (1878), sainete; Es pariente de (1879); Consecuencias de un matrimonio (1879), comedia; Jugar al alza (1879); El capitán amores (1879), opereta; La mujer del porvenir (1879); El can can (1879); Percances del periodismo (1879); Quién engaña a quién (1879); Dos torturas (1879), drama; Todos hermanos (1879); El Olimpo á la española (1879), zarzuela; La pimienta (1879), comedia; Contratiempos de la noche de bodas (1879); ¡Él! (1879); El capitán Centellas (1879), melodrama; El calvario de la deshonra (1879), drama; El cáncer social (1879), comedia; El lucero del alba (1879); Obras dramáticas (1879); Obras completas (1880-1881), en dos volúmenes; La reina moda (1880); Un Amadís por fuerza (1880), comedia; Peraltilla (1880), comedia; Cuerpo y alma (1880); El calvario de los tontos (1880), comedia; La perla de Portugal (1880), zarzuela; El padrino universal (1880); Colección de artículos (1880); Pablo y Virginia (1880), drama con José E. Triay; Cleopatra (1880), zarzuela, también con él; Poesías (1882); La Granadina (1890), con Liern; El rey mártir (1894); El 20 de Mayo (1902), oda; Ilusiones y desengaños (1903), y El calvario de la deshonra, comedia.